# Buffalo Dance
Buffalo Dance je americký němý film z roku 1894. Režisérem je William Kennedy Dickson (1860–1935). Natáčení probíhalo 24. září 1894 ve studiu Černá Marie pomocí Edisonova kinetoskopu. Film trvá necelou půlminutu a zobrazuje tři siouxské válečníky (Hair Coat, Parts His Hair and Last Horse) s tradičními zbraněmi a další dva s bubny, jak předvádí tzv. bizonní tanec.
Snímek jako jeden z prvních zachycuje skutečné indiány z Dakoty, kteří přestože se dívali do kamery, předvedli autentický průběh rituálu, čímž má snímek obrovský etnografický význam. Film je volným dílem.